# Herbert Meyer (Germanist)
Herbert Meyer (* 23. Oktober 1908 in Köln; † 16. Juli 1992 in Mannheim) war ein deutscher Germanist (Schiller- und Mörikeforscher), Bibliothekar und Museumsdirektor.

## Leben
Herbert Meyer, Sohn des Tierarztes Ernst Meyer, besuchte das Friedrich-Wilhelm-Gymnasium Köln, studierte an der Universität Köln, der Universität Heidelberg und der Universität Berlin Germanistik und Klassische Philologie. Im Jahr 1933 bestand er das Staatsexamen und wurde zum Doktor der Philosophie (Dr. phil.) promoviert. 1936 absolvierte er die Bibliothekarische Fachprüfung begann eine Tätigkeit als Bibliotheksassistent. Von 1939 bis 1952 war er Bibliotheksrat an der Württembergischen Landesbibliothek Stuttgart, unterbrochen durch Wehrdienst. Herbert Meyer war evangelisch, ab 1952 in zweiter Ehe mit Gertrud Meyer, geborene Freihen, verheiratet und von 1952 bis 1959 mit seiner Ehefrau Mitinhaber der Antiquariatsbuchhandlung Gunzert-Freihen in Heidelberg.
Von 1959 bis 1971 wirkte er als Direktor der Stadtbibliothek Mannheim, seit 1968 auch als Direktor des Reiß-Museums in Mannheim (bis 1973). Von 1966 bis 1968 war er Lehrbeauftragter der Wirtschaftshochschule bzw. Universität Mannheim.
Meyer war Mitglied des Vereins Deutscher Bibliothekare, der Schiller-Gesellschaft und der Hölderlin-Gesellschaft sowie Rotarier. 1983 erhielt er die Schillerplakette der Stadt Mannheim.

## Schriften (Auswahl)
- Wilhelm Waiblinger und die Schweiz. In: Dank an Robert Boehringer. Württembergische Landesbibliothek, Stuttgart 1948, S. 31–38.
- Eduard Mörike im Spiegel seiner Dichtung. 1950.
- Mörikes Zeichnungen. 1952.
- Schiller, Vermischte Schriften. 1958 (= Nationalausgabe. Band 22).
- Schillers Flucht nach Mannheim. In Selbstzeugnissen, zeitgenössischen Berichten und Bildern dargestellt (= Meyers Bildbändchen. Neue Folge. Band 16/17). Bibliographisches Institut, Mannheim 1959. OCLC 175158929.
- Über die Namen wissenschaftlicher Bibliotheken. In: Ewald Lissberger (Hg.): In libro humanitas. Festschrift für Wilhelm Hoffmann zum 60. Geburtstag, 21. April 1961, Stuttgart: Klett 1962, S. 46–54.
- Eduard Mörike. Stuttgart 1961; 3. Auflage ebenda 1969. OCLC 1968245.
- Mörike, Maler Nolten. 1967/71
- Das Nationaltheater Mannheim 1929–1979. Mannheim 1979, ISBN 3-411-01563-2.
- Schiller im Mannheimer Teutschen Comödienhaus. Die Premieren seiner Dramen in den Jahren 1782–1808. Festvortrag zur 90. Jahresversammlung der Gesellschaft der Bibliophilen e.V. am 28. Mai 1989 in Mannheim. München 1989, OCLC 24824945.